# Puerto Wilches (ort)
Puerto Wilches är en ort i Colombia.   Den ligger i departementet Santander, i den norra delen av landet, 300 km norr om huvudstaden Bogotá. Puerto Wilches ligger 67 meter över havet och antalet invånare är 13 705. Den ligger vid sjön Ciénaga Yarirí.
Terrängen runt Puerto Wilches är platt. Runt Puerto Wilches är det glesbefolkat, med 20 invånare per kvadratkilometer. Puerto Wilches är det största samhället i trakten. Omgivningarna runt Puerto Wilches är en mosaik av jordbruksmark och naturlig växtlighet.